# 後藤正 (野球)
後藤 正（ごとう ただし、1912年8月13日 - 1937年7月28日）は、兵庫県出身のプロ野球選手（一塁手）。

## 来歴・人物
神戸市立第一神港商業学校（現・神戸市立神港高等学校）在学中に甲子園に2回出場（春2回〔1929年、1930年〕）。チームの2連覇に一塁手として貢献。自身も1929年春の大会で、打撃賞と塁打賞を受賞した。第一神港商卒業後は慶應義塾大学に進むも中退し、立命館大学に転校して卒業。立命館大学時代のチームメイトに青柴憲一（後に巨人）、村川幸信（後に大東京）がいる。
1936年、名古屋軍の結成に参加し、そのまま入団。堅実な打撃と守備で、草創期の名古屋軍を支えた。4番高橋吉雄の後の5番打者を打つことが多かった。同年秋季シーズン終了後に退団、応召。翌1937年7月28日、中国（盧溝橋事件後の平津作戦に従軍。死没場所は満州南苑方面と伝わる。）で戦死。享年24。職業野球在籍経験がある選手としては初の戦死者でもある。鈴木龍二は自著『鈴木龍二回願録』の中で、「・・・名古屋の後藤選手は、満州南苑方面の戦闘で戦死を遂げたと伝えられた。立命館出の後藤選手は、幹部候補生として陣頭に立って奮戦したと報道され、プロ野球選手の勇敢さを示したものと賞賛された。まだ二十六歳（注.数え年の年齢）の若さであった。後藤選手にかぎらず、プロ野球の選手は、プロ野球の選手であることに誇りを持って軍隊へ入った。いざ入営になると、野球の選手であった名前を傷つけまいとする決意を皆が持っていた。」と後藤の死を悼んでいる。
東京ドーム敷地内にある鎮魂の碑に、彼の名前が刻まれている。

## 詳細情報

### 年度別打撃成績
| 年 度     | 球 団     | 試 合 | 打 席 | 打 数 | 得 点 | 安 打 | 二 塁 打 | 三 塁 打 | 本 塁 打 | 塁 打 | 打 点 | 盗 塁 | 盗 塁 死 | 犠 打 | 犠 飛 | 四 球 | 敬 遠 | 死 球 | 三 振 | 併 殺 打 | 打 率 | 出 塁 率 | 長 打 率 | O P S |
| --------- | --------- | ----- | ----- | ----- | ----- | ----- | -------- | -------- | -------- | ----- | ----- | ----- | -------- | ----- | ----- | ----- | ----- | ----- | ----- | -------- | ----- | -------- | -------- | ----- |
| 1936春夏  | 名古屋    | 12    | 50    | 45    | 5     | 8     | 2        | 0        | 0        | 10    | 4     | 4     | --       | 1     | --    | 4     | --    | 0     | 6     | --       | .178  | .245     | .222     | .467  |
| 1936秋    | 名古屋    | 22    | 86    | 78    | 4     | 17    | 3        | 1        | 0        | 22    | 10    | 2     | --       | 1     | --    | 7     | --    | 0     | 17    | --       | .218  | .282     | .282     | .564  |
| 通算：1年 | 通算：1年 | 34    | 136   | 123   | 9     | 25    | 5        | 1        | 0        | 32    | 14    | 6     | --       | 2     | --    | 11    | --    | 0     | 23    | --       | .203  | .269     | .260     | .529  |

### 背番号
- 24 （1936年）[7]